# Trypetesa lateralis
Trypetesa lateralis är en kräftdjursart som beskrevs av Philip Barry Tomlinson 1953. Trypetesa lateralis ingår i släktet Trypetesa och familjen Trypetesidae. Inga underarter finns listade i Catalogue of Life.